# Vágsfjørður
Vágsfjørður és un fiord de l'illa de Suðuroy, a les illes Fèroe. El fiord està situat a la part sud-est de l'illa, té aproximadament 5 km de llargada i una orientació est-oest.
El Vágsfjørður penetra prou com per fer que la distància entre la costa est i l'oest de Suðuroy sigui molt petita des del fiord fins a la zona anomenada Vágseiði. Entre el fiord i Vágseiði hi ha un llac que es diu Vatnið (el llac, en feroès). Aquest llac aboca les seves aigües al fiord a través del riu Laksá.
Hi ha cinc pobles a la costa del fiord. A la part nord hi ha Vágur, que és un dels pobles més grans de Suðuroy, i Porkeri; entre aquestes dues poblacions hi ha la petita localitat de Nes, on hi vivia la famosa artista feroesa Ruth Smith que va morir ofegada mentre nedava al Vágsfjørður als 45 anys. Al costat sud del fiord hi ha un altre fiord anomenat Lopransfjørður, on es troba el poble Lopra al costat d'una petita badia anomenada Ónavík. A poc més d'un quilòmetre de Lopra seguint la costa cap a l'est hi ha el petit poble d'Akrar.